# Червенські городи

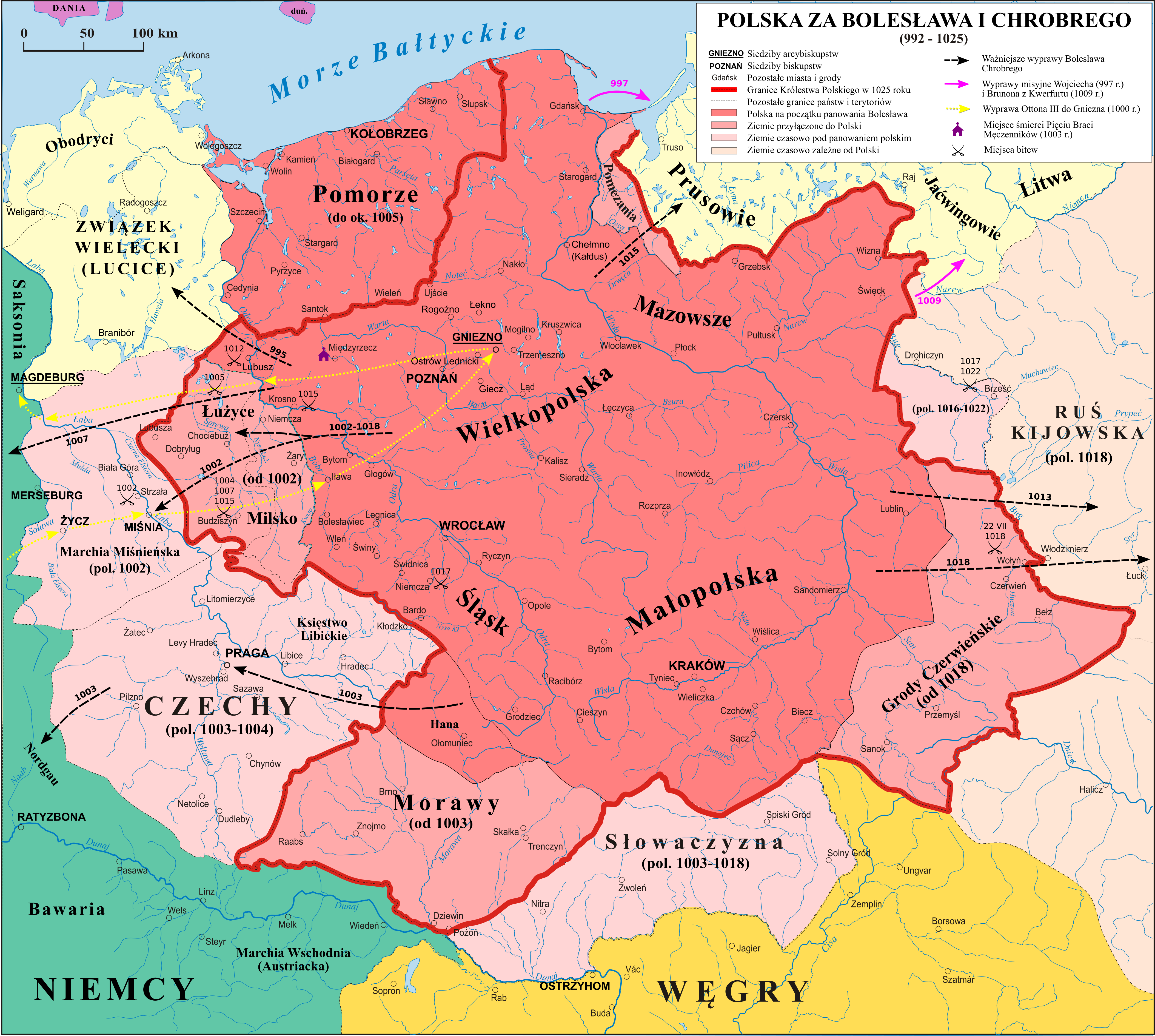
Черве́нські городи́ 1025 року

Черве́нські городи́ (Червенські гради, Червенські міста) — група фортець та укріплених замків X—XIII ст. на лівобережжі Бугу (на межі Русі з Польщею).

## Розташування
Осередком Червенської землі було врожайне сточище ріки Гучви з центром у Червені; інші Червенські городи: Волинь (над річкою Західний Буг), Городло, Сутійськ, Угровеськ, Стовп'я та ін.
У науковій літературі проблема локалізації фортеці Червен (а тим самим й інших Червенських городів) була предметом багатьох гіпотез: над Дністром (Червоногород), біля Холма (Чернеїв — Чернеюв (пол.)) і остаточно за результатами археологічних досліджень, які проводили у 1950-1960-х роках, фортеця Червен локалізується на території сучасного села Чермно у Томашовському повіті (Люблінського воєводства) (Польщі).

## Історія
Перші згадки про Червенські городи подає літопис (у 981, 992), коли Володимир Великий у двох походах захопив Червенські городи у ляхів:
Пішов Володимир до Ляхів і зайняв городи їх — Перемишль, Червен та інші городи, які є й до сьогодні під Руссю.
але 1018 року польський князь Болеслав І Хоробрий отримав їх від свого зятя Святополка І і утримував (до 1031 року).
Від 1031 року Ярослав і Мстислав Володимировичі остаточно приєднали Червенські городи до Київської Руси. У XI—XII ст. Червенські городи входили до Волинського князівства, а в XIII—XIV ст. до Галицько-Волинської держави (на початку XIII ст. становили короткий час княжий уділ). У середині XIII ст. Червенські городи зруйнували татари, і вони занепали. У другій половині XIV ст. територія Червенських городів була повернена Польщею і Великим князівством Литовським.